# Eutima orientalis
Eutima orientalis is een hydroïdpoliep uit de familie Eirenidae. De poliep komt uit het geslacht Eutima. Eutima orientalis werd in 1905 voor het eerst wetenschappelijk beschreven door Browne. 